# Fosdick Mountains
Die Fosdick Mountains sind eine Gebirgskette mit ausgeprägt scharfzackigen Gipfeln im westantarktischen Marie-Byrd-Land. Sie erstreckt sich in ost-westlicher Richtung entlang der Südflanke des Balchen-Gletschers in den Ford Ranges bis zur Block Bay. 
Sie wurden 1929 während der ersten Antarktisexpedition (1928–1930) des US-amerikanischen Polarforschers Richard Evelyn Byrd entdeckt und nach Raymond B. Fosdick (1883–1972) benannt, dem damaligen Präsidenten der Rockefeller-Stiftung.